# Meteorus tibialis
Meteorus tibialis är en stekelart som beskrevs av Muesebeck 1923. Meteorus tibialis ingår i släktet Meteorus och familjen bracksteklar. Inga underarter finns listade i Catalogue of Life.